# Смотровая площадка Чьюз-Ридж (США)
Смотровая площадка Чьюз-Ридж расположена в северной части хребта Санта-Лючия национального леса Лос-Падрес, примерно в 50 миль (80 км) к юго-востоку от Монтерея и примерно в 30 миль (48 км) западнее Шоссе 101. Нынешняя наблюдательная вышка была построена в 1929 году и обслуживалась примерно до 1990 года. В 2019 году волонтёрская организация начала набор людей для работы на площадке. Горный хребет и вышка были названы в честь поселенцев Константина и Нелли Чу, которые запатентовали 315 акров (127,48 га) на хребте в конце 19-го века. На смотровую площадку можно попасть с Carmel Valley Road, а затем на юг по Forest Route 18S02/Tassajara Road на 9 миль (14 км). Большая часть Тассахара-роуд грунтовая. Некоторые участки дороги подходят только для автомобилей с высоким клиренсом или полным приводом. Однако в зависимости от текущих погодных условий дорога может стать непроходимой.

## Строительство и текущее использование
В 1919 году семья жила в правительственном домике на вершине, который также служил наблюдательным пожарным пунктом. Башня со стальным каркасом высотой 12 футов (3,7 м), поддерживающая кабину размером 13 на 13 футов (4,0 м × 4,0 м), была построена в 1929 году. Смотровая площадка была уничтожена пожаром «Мраморный Конус» в 1977 году и восстановлена в 1978 году. В 1984 году кабина была заменена на стандартный дизайн R-6, который отличался лесенкой по периметру и плоской крышей.
В кабину башни можно подняться по крутой лестнице с узкими ступенями. Внутри кабины нет водопровода, электроснабжения, кондиционирования воздуха или отопления. Кроме того, на Чьюз-Ридж нет сотовой связи, стационарного телефона или подключения к Интернету. Связь осуществляется с помощью радиостанции Лесной службы США, работающей на батарейках.

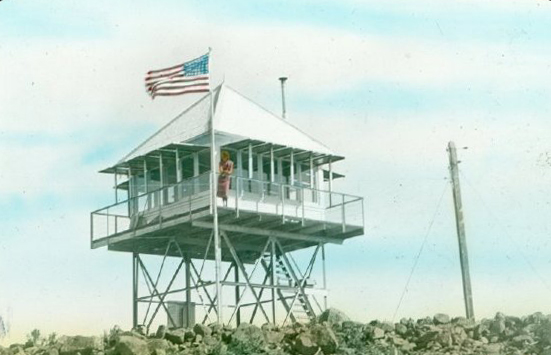
Цветное изображение смотровой площадки Чьюз-Ридж, примерно 1934 год

Начиная с 1940-х годов, в башне сезонно работали Си Си Йейтс и его жена из Арройо Гранде, Калифорния. Они продолжали сезонно работать на протяжении 1950-х годов. Лесная служба впоследствии использовала это сооружение для размещения оборудования радиотранслятора и установки антенн. В 2019 году Южнокалифорнийское отделение Ассоциации по наблюдению за лесными пожарами достигло соглашения с лесной службой США о начале укомплектования вышки добровольцами. Они привели в порядок хижину, отремонтировали туалет в яме, переустановили и отремонтировали пожарный извещатель Osborne, а также отремонтировали башню внутри и снаружи.
Ассоциация по наблюдению за лесными пожарами готовит добровольцев для наблюдения за лесными пожарами. Они начали комплектовать башню в августе 2019 года. Их цель — обслуживать башню семь дней в неделю с мая по ноябрь.
Наблюдательный пункт на вершине пика Чьюз был одним из шести действующих пожарных постов в районе Монтерей Рейнджерс Национального леса Лос-Падрес. Остальные были расположены на Коническом пике, Двойном конусе Вентана, пике Джуниперо Серра, пике Пиньон и Трёх вершинах.

## История

### Первоначальное обселение
До прибытия западных иммигрантов район Чьюз-Ридж был заселён эсселенами. Они оставили уникальные отпечатки рук на стенах пещер, которые найдены к югу от хребта Чьюз. Существуют свидетельства эсселенского заселения, в том числе растворы коренных пород, найденные на лугах вблизи скоплений Долинного Дуба.

### Эпоха скотоводства
Одними из первых некоренных американцев, поднявшихся на хребет, был Уильям Брюэр. Он забрался на нижние склоны хребта в мае 1861 года. Чьюз-Ридж был назван в честь Константина Маркуса и Элеоноры «Нелли» (Джеймс) Чу, которые поженились в сентябре недалеко от Монастырского пляжа в Кармеле, Калифорния. 29, 1881. Ему было 45, ей 17. Они приютили две посылки по 155 акров и 160 акров на хребте к западу от пика в 1880 и 1892 гг., около 4 милях к югу от Джеймсбурга. Константин Чу родился в Огайо и происходил из семьи Чу в Англии. Его женой была дочь Джона и Синтии (Кокс) Джеймс. Джеймсбург был назван в честь её отца.
Элеонора Чу была почтмейстером Джеймсбурга с 1894 по 1919 год. В 1902 году ей заплатили 159,20 долларов (что эквивалентно 4980 долларам в 2021 году). Она также вела колонку под названием «Jamesburg Gleanings», наполненную местными новостями, для газет Salinas Californian и Salinas Daily Index за 25 лет. годы. В сентябре 25 августа 1906 года Элеонора Чу сообщила в своей колонке, что "автомобильная группа из семи человек в сопровождении походного фургона прибыла сюда прошлой ночью и сегодня отправится в Миллер-Каньон. Это первый автомобиль, который пытается получить здесь класс выше. Х. Дана из Маунтин-Вью, владелец машины, отвечает. Ежедневные автоперевозки в Салинас и обратно начались в 1914 году. Нелли Чу также стала библиотекарем Джеймсбургского отделения библиотеки округа Монтерей, созданного в марте. 14, 1914, расположенный в почтовом отделении.
В апреле 1919 года Чу продали ранчо Уильяму Гордону и Полине (Хеннингсен) Ламберт из Джеймсбурга. Константин Чу умер в марте 29 лет 1920 г., в возрасте 85 в Нэшнл-Сити, Калифорния, в доме своего сына Джона. Элеонора умерла в возрасте 88 на 36 Январь 1952 года, Пацифик-Гроув, Калифорния.

### Вторая Мировая Война
Во время мировой войны II, наблюдатели были укомплектованы наблюдателями Гражданской службы предупреждения о воздушных судах. Для наблюдателей, которые дежурили круглосуточно, было построено дополнительное жилье.

### Китайский лагерь
Китайский Лагерь — это общественный кемпинг недалеко от вершины Чьюз-Ридж. Лагерь назван в честь многих китайских рабочих, которые жили на участке и рядом с ним, пока строили дорогу. Кемпинг является восточным началом тропы Пайн-Ридж. Имеется современный выгребной туалет. Водоснабжение отсутствует.
Есть 10 кемпингов, которые можно забронировать заранее. По состоянию на лето 2018, кемпинги № 1-5 открыты круглый год; кемпинги № 6-10 открыты только в летний сезон. Сборы составляют 20 долларов США в сутки и разрешение на одну машину. Дополнительные слоты для автомобилей стоят дороже. Запрещена ночная парковка перед тропой без бронирования кемпинга.
Грунтовый южный высокогорный участок дороги от Тассаджара-роуд до Чус-Ридж подходит только для автомобилей с высоким клиренсом или полноприводных автомобилей, а в продолжительную дождливую погоду дорога становится непроходимой для всех. Дорога продолжается над горой 7,9 мили (13 км) по очень узкой и крутой грунтовой дороге, подходящей только для полноприводных автомобилей, до горячих источников Тассахара. Это единственная высокая вершина хребта Санта-Лючия, вершину которой пересекает дорога.
Китайский лагерь был назван в честь китайских рабочих, которые жили в лагере в 1888 году, когда они завершали строительство дороги к курорту у горячих источников Тассахара. На крутых участках водитель фургона тащил бревно за фургоном, чтобы он не спускался слишком быстро.

### История пожара
В 1903 году пожар, возникший из-за заброшенного костра возле Чус-Ридж, сжёг путь 6 миль (9,7 км) в ширину до побережья за три месяца. Э. А. Стерлинг сообщил, что «крупнейший пожар за последние годы начался в прошлом, 1903 году, в июле и горел три месяца. Он начался с негаснущего костра в поселке 18 к югу, диапазон 4 к западу [в районе Чус-Ридж] и сжёг полосу шириной примерно в городок до побережья, становясь шире к его западному концу». 21 июля того же года Элеонора «Нелли» Чу сообщила, что «в течение некоторого времени на Кармеле бушует пожар, и воздух наполнен дымом. Погода стояла прохладная, иначе было бы очень неприятно». Через два месяца, в сентябре 22 декабря 1903 года она сообщила, что "горный пожар, доставивший столько хлопот жителям этой местности в течение последнего месяца, снова вспыхнул, и девять или десять человек борются с ним уже несколько дней. Береговой пожар также перешёл через водораздел и пересёк реку Кармель и угрожает разрушением Андреевской церкви.